# Льюис, Стивен
Сти́вен Лью́ис (англ. Stephen Lewis, 17 декабря 1926, Поплар — 12 августа 2015, Лондон) — британский актёр, комик, продюсер, режиссёр, сценарист и драматург. Наиболее известен по роли Сирила «Блейки» Блейка в телесериале-ситкоме «На автобусах», а также по роли Гарри Ламберта в сериале «О, доктор Бичинг!».

## Биография
Родился 17 декабря 1926 года в Попларе, Ист-Энд в семье кочегара Королевского флота Великобритании Ричарда Льюиса и его жены Элизабет. До того как Стивен стал актёром он проработал на множестве других профессий: каменщик, электрик, плотник и моряк торгового флота. Во время отпуска легенда театра Великобритании Джоан Литлвуд пригласила его на прослушивание в труппу «Theatre Workshop», с тех пор сферу деятельности он не менял.

### Карьера
Дебют Льюиса состоялся в 1958 году в Вест-Эндском театре, это была постановка Брендана Биэна «Заложник». В 1960 году написал пьесу «Sparrers Can’t Sing», по которой в 1963 году был снят фильм. Газета Нью-Йорк Таймс так описала этот проект:
«Эта картина не для тех, у кого логический склад ума или есть хоть какой-то языковой слух. Болтовня кокни, которая здесь везде, так же непонятна, как и рассуждения этих людей.»
Оригинальный текст (англ.)“This isn’t a picture for anyone with a logical mind or an ear for language. The gabble of Cockney spoken here is as incomprehensible as the reasoning of those who speak it.”
Фильм стал первой картиной, выпущенной в  прокат в Соединённых Штатах с английскими субтитрами.
До конца 60-х Льюис снялся в нескольких непримечательных ролях. Но в 1969 году произошел своеобразный прорыв, он получил роль в телепьесе «Дневник миссис Уилсон» и был утвержден на роль инспектора Сирила «Блейки» Блейка в ситкоме На автобусах, которая и прославила его.

### На автобусах
Роль Сирила Блейка принесла Льюису известность на родине. Несмотря на сексизм и расизм героев, сыгранных Регом Варни и Бобом Грантом зрители полюбили этот сериал и он стал культовым. Стивен снялся во всех 74 эпизодах проекта, а также в трёх полнометражных фильмах и недолговечном продолжении Не пейте эту воду.
Стивен Льюис о съёмках в роли инспектора Блейки:
Это было совсем не похоже на работу. Знаете, это было очень весело. Сценарии были хороши, и над ними всегда хотелось работать. Они были простыми, там было что-то хорошо известное народу - автобусы. Все знали об автобусах. Раньше мы снимали на улице, а не в студии, поэтому мы всегда были на публике. Мы отправились на настоящую автобусную станцию в Лондоне, но «Transport for London» нас не приняли. До начала съёмок первого сезона мы получили письмо от них же, в котором говорилось, что они чувствуют, что это может повредить их имиджу. Режиссёр заключил это письмо в рамку и повесил в своем кабинете. Оказалось, мы должны были использовать Восточную национальную автобусную компанию из Вуд-Грин (смеётся). Нам там было очень весело, они устроили что-то вроде забастовки, так что отношения между менеджером и рабочими были не очень хорошими, и мы получили тонну советов как я должен сыграть эту роль.

### Поздние роли и смерть
После «На автобусах» Льюис снялся в своей самой продолжительной роли Клема «Смайлера» в «Бабьем лете» (1988). Также Стивен снялся в ситкоме Дэвида Крофта «О, доктор Бичинг!», приняв участие во всех 20-ти эпизодах. Сыграл в «Всё новом шоу Алексея Сэйла» 90-х. В 2007 покинул бизнес, сославшись на состояние здоровья, у него был рак простаты и артрит. Последние годы доживал в лондонском доме престарелых со своей сестрой. Женат не был.
Умер британский комик в возрасте 88-и лет 12 августа в доме престарелых. Племянник Льюиса Питер сказал, что здоровье его дяди постепенно ухудшалось за последние несколько лет, также сообщил, что он умер «довольно мирно». Дочь Питера Ребекка рассказала, что ее двоюродный дядя был «в приподнятом настроении» до самого конца, добавив, что он находился в доме престарелых около трех лет. Похороны состоялись во вторник, 25 августа в церкви Лурдской Божией Матери в Уонстеде.

## Избранная фильмография

### Широкий экран
- 1963 — Воробьи не умеют петь[англ.] — смотритель
- 1968 — Негативы[англ.] — дилер
- 1969 — Лестница — Джек
- 1970 — Кто-то будет, кто-то не будет[англ.] — констебль Артур
- 1971 — На автобусах[англ.] — инспектор Сирил «Блейки» Блейк
- 1972 — Мятеж на автобусах[англ.] — инспектор Сирил «Блейки» Блейк
- 1973 — Праздник на автобусах[англ.] — инспектор Сирил «Блейки» Блейк
- 1976 — Приключения таксиста[англ.] — швейцар
- 1978 — Приключения приятеля сантехника[англ.] — уборщик

### Телевидение
- 1969 — Дневник миссис Уилсон[англ.] — инспектор Тримфиттери
- 1969–1973 — На автобусах — инспектор Сирил «Блейки» Блейк
- 1974–1975 — Не пейте эту воду[англ.] — Сирил Блейк
- 1988–2007 — Бабье лето[англ.] — Клем «Смайлер»
- 1993–1995 — Внутри Виктора Льюиса-Смита[англ.] — мужчина в лифте
- 1994–1995 — Всё новое шоу Алексея Сэйла[англ.] — Альф
- 1995–1997 — О, доктор Бичинг! — Гарри Ламберт